# Ернест Джонс
Ернест Джонс (англ. Ernest Jones;  1 січня 1879 — 11 лютого 1958, Лондон) — британський психоаналітик, учень і перший біограф Зигмунда Фройда, автор його тритомної біографії. Засновник британського психоаналітичного товариства. Сприяв популяризації ідей психоаналізу у Великій Британії та інших англомовних країнах.

## Біографія

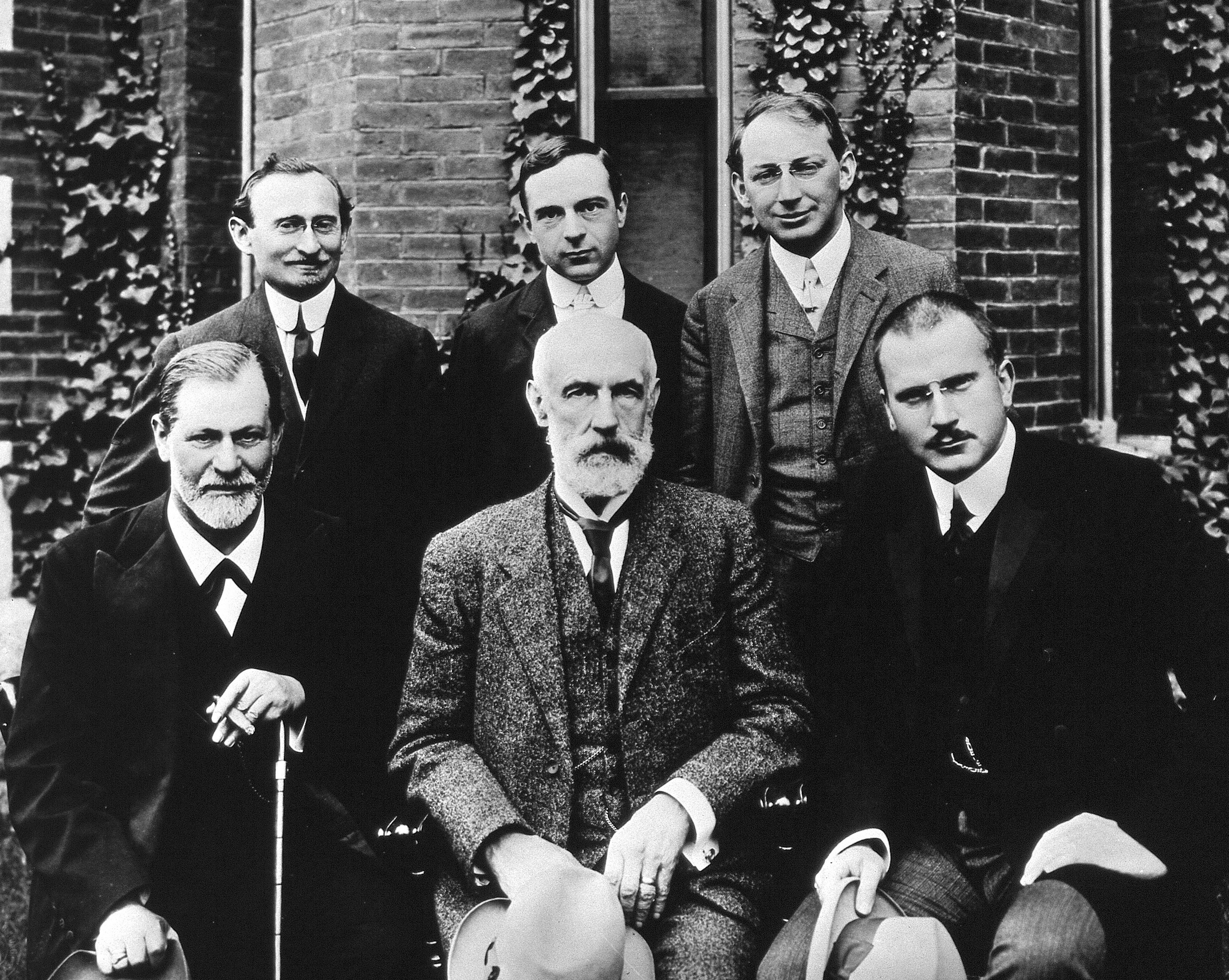
Світлина, зроблена 1909 року в Університеті Кларка. У першому ряду: Зигмунд Фройд, Стенлі Голл, Карл Густав Юнг; у другому ряду: Абрагам Брілл, Ернест Джонс та Шандор Ференці.

Джонс народився в Гауертоні (Уельс), в родині інженера. Навчався в Університетському коледжі в Кардіффі та в  Університетському коледжі Лондона, який і закінчив 1901 року з вищою відзнакою з медицини та акушерства. Опісля закінчив Королівський медичний коледж (1903 р — золота медаль по акушерству). Увійшов до Королівської колегії лікарів.
Пізніше спеціалізувався на  неврології, слухав лекції в університетах Мюнхена, Парижа і Відня.
На початку XX століття Джонс працював в Лондоні акушером, домашнім лікарем при дитячому шпиталі, у Фаррінгдонському диспансері, морському шпиталі, а також в лікарні Вест-Енда. Основні напрямки медичної діяльності: неврологія, психіатрія, хірургія і терапія. Досліджував афазію і дитячу сексуальність. 1905 року став першим англійським лікарем-психоаналітиком. 1907 року стажувався з психіатрії в Еміля Крепеліна та з неврології у Алоїза Альцгаймера (Мюнхенська психіатрична клініка). В Цюріху познайомився з Е. Ойґеном Блойлером, Карлом Юнгом та ін. (Клініка Бурґгельцлі).
1908 року разом з Карлом Юнгом організував Перший Міжнародний психоаналітичний конгрес у Зальцбурзі, на якому вперше зустрів Зигмунда Фройда. У тому ж році поступив на роботу в Торонтський університет, очолив клініку нервових хвороб в Онтаріо. 1909 року перейшов на роботу в Університет Кларка. Намагався застосувати принципи психоаналізу до проблем мистецтва, літератури, фольклору та антропології. 1910 року опублікував впливову статтю, де дав психоаналітичне тлумачення Гамлета.
Джонс стояв біля витоків Американської психоаналітичної асоціації (1911) та  Лондонського психоаналітичного товариства (інститут і поліклініка). 1913 року Джонс заснував Британське психоаналітичне товариство.
Досліджував проблеми страхів, провини та ненависті при неврозах, прегенітальні фази розвитку особистості, символізм (The theory of symbolism), жіночу сексуальність тощо. 1920 року заснував «Міжнародний журнал психоаналізу» і залишався його редактором протягом 19 років. Також редагував журнал «Соціальні аспекти психоаналізу».
Після приходу до влади націонал-соціалістів Джонс організував переїзд Фройда, його сім'ї та учнів до Англії та до інших країн.
З 1944 року працював над фундаментальною біографією засновника психоаналізу Зигмунда Фройда, яка не втратила свого значення донині.
Ернест Джонс разом зі своєю дружиною Катериною (Кітті) Джонс, до шлюбу Йокль (1892—1983), мав чотирьох дітей. Його син Мервін став журналістом і письменником.
Ернест Джонс помер 1958 року. Його попіл поховано на маленькому цвинтарі Черитона на півострові Гауер біля Свонсі (Уельс).

## Основні праці
- 1912. Papers on Psycho-Analysis. London: Balliere Tindall & Cox. Revised and enlarged editions, 1918, 1923, 1938, 1948 (5th edition).
- 1920. Treatment of the Neuroses. London: Balliere Tindall & Cox
- 1921. Psycho-Analysis and the War Neuroses. With Karl Abraham, Sandor Ferenczi and Ernst Simmel. London: International Psycho-Analytical Press
- 1923. Essays in Applied Psycho-Analysis. London: International Psycho-Analytical Press. Revised and enlarged edition, 1951, London: Hogarth Press. Reprinted (1974) as Psycho-Myth, Psycho-History. 2 vols. New York: Hillstone.
- 1924 (editor). Social Aspects of Psycho-Analysis: Lectures Delivered under the Auspices of the Sociological Society. London: Williams and Norgate.
- 1928. Psycho-Analysis. London: E. Benn. Reprinted (1949) with an Addendum as What is Psychoanalysis ?. London: Allen & Unwin.
- 1931a. On the Nightmare. London: Hogarth Press and Institute of Psycho-Analysis.
- 1931b. The Elements of Figure Skating. London: Methuen. Revised and enlarged edition, 1952. London: Allen and Unwin.
- 1949. Hamlet and Oedipus. London: V. Gollancz.
- 1953. Sigmund Freud: Life and Work. Vol 1: The Young Freud 1856—1900. London: Hogarth Press.
- 1955. Sigmund Freud: Life and Work. Vol 2: The Years of Maturity 1901—1919. London: Hogarth Press.
- 1957. Sigmund Freud: Life and Work. Vol 3: The Last Phase 1919—1939. London: Hogarth Press.
- 1961. Sigmund Freud: Life and Work. An abridgment of the preceding 3 volume work, by Lionel Trilling and Stephen Marcus, with Introduction by Lionel Trilling. New York: Basic Books.
- 1956. Sigmund Freud: Four Centenary Addresses. New York: Basic Books
- 1959. Free Associations: Memories of a Psycho-Analyst. Epilogue by Mervyn Jones. London: Hogarth Press. Reprinted (1990) with a New Introduction by Mervyn Jones. New Brunswick and London: Transaction Publishers.